# Chiesa ortodossa georgiana
La Chiesa apostolica autocefala ortodossa georgiana (in georgiano საქართველოს სამოციქულო მართლმადიდებელი ავტოკეფალური ეკლესია?, Sakartvelos Samocikulo Martlmadidebeli Avtokepaluri Ek'lesia), comunemente nota come Chiesa ortodossa georgiana, è una delle più antiche Chiese cristiane e riconduce le sue origini all'apostolo Andrea nel I secolo. Fu la Chiesa ufficiale della Georgia a partire dal IV secolo ed attualmente è la religione maggioritaria nel paese caucasico.
Il Capo della Chiesa georgiana dal 1917 porta il titolo di Catholicos Patriarca di tutta la Georgia, riconosciuto da Costantinopoli dal 1989.

## Storia

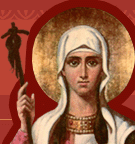
Santa Nino

Secondo la tradizione fu Andrea apostolo a portare il Vangelo nei distretti del Caucaso corrispondenti all'attuale Georgia (Colchide e Iberia), portando l'Icona Increata della Santa Madre (un'icona della Vergine Maria che secondo la tradizione non era stata fatta da mani umane). Un'altra tradizione racconta che anche l'apostolo Simone il Cananeo viaggiò in Georgia e che predicò nella Georgia occidentale e fu sepolto in un villaggio vicino Sokhumi. Anche Mattia apostolo, sempre secondo la tradizione, predicò nel paese, nella zona sud-occidentale e fu sepolto a Gonio, un villaggio non lontano da Batumi. Infine alcune fonti cristiani ricordano la presenza degli apostoli Giuda Taddeo e Bartolomeo, che avevano predicato nella vicina Armenia.
La prima eparchia georgiana fu fondata a Askuri (sud ovest della Georgia), tradizionalmente dall'apostolo Andrea.
La più antica chiesa georgiana fu costruita all'inizio del III secolo, nel villaggio di Nastakisi.
Nel 303 iniziò la predicazione in Georgia di santa Nino, dichiarata successivamente Eguale agli Apostoli e grazie alla sua opera nel 327 il Cristianesimo fu dichiarato religione ufficiale del Regno d'Iberia dal re Mirian III e dalla regina Nana (entrambi successivamente santificati).
La Georgia occidentale, parte dell'Impero romano, fu cristianizzata in un processo graduale che si completò solo nel VI secolo. Il Regno di Egrisi, ad ovest, dichiarò il Cristianesimo religione di Stato nel 523.

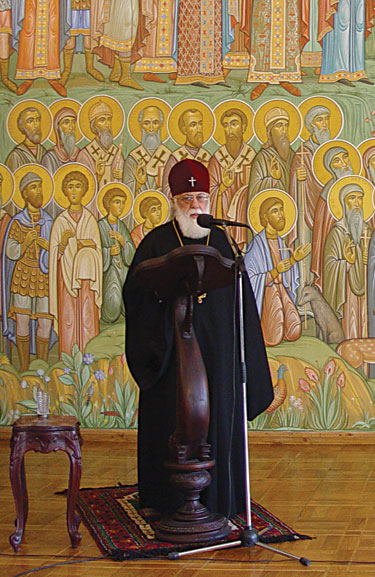
Il patriarca Elia II

Il paese adottò San Giorgio come santo patrono. La tradizione ortodossa georgiana vede il paese anche sotto la speciale processione e intercessione di Maria, madre di Gesù.
La cristianità georgiana fu storicamente influenzata dalla Chiesa dell'Impero bizantino. Dagli anni '20 del IV secolo la Chiesa ortodossa georgiana fu sottoposta alla giurisdizione della Sede apostolica di Antiochia e divenne autocefala (indipendente) nel 466, quando il Patriarcato di Antiochia elevò il vescovo di Mtskheta al rango di Catholicos di Kartli. Nel 1010 il Catholicos Melchisedec I fu elevato a Patriarca, assumendo così il titolo di Catholicos Patriarca di tutta la Georgia.
Tra il VI ed il IX secolo la Georgia subì profonde evoluzioni culturali grazie al fiorire del monachesimo. Importanti monasteri furono fondati. Da ricordare ovviamente il famoso monastero di Iviron a Monte Athos e dove furono tradotte molte opere dal greco al georgiano.

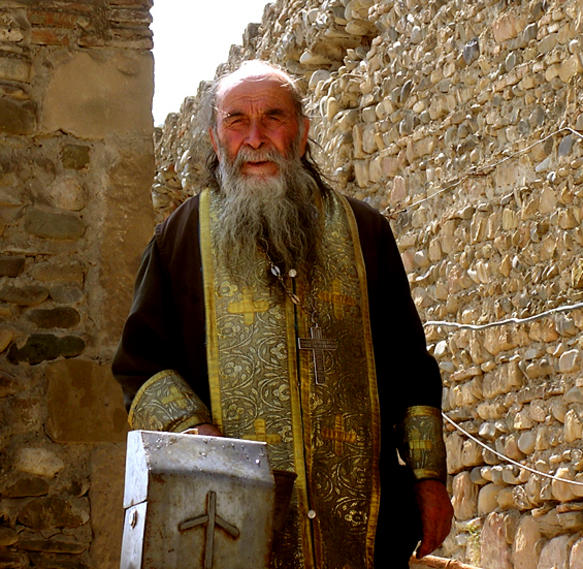
Sacerdote ortodosso georgiano

Le invasioni di Gengis Khan nel XIII secolo e di Tamerlano tra il XIV ed il XV secolo furono duri colpi per la Cristianità georgiana. A partire dal XV secolo, fino al XVIII secolo la Chiesa, come anche il Paese, furono divisi in due, occidentale ed orientale e quindi la guida fu esercitata separatamente da due catholicoi-patriarchi. Nel 1801 il Regno di Cartalia-Cachezia (Georgia orientale) fu occupato ed annesso all'Impero russo. Dieci anni più tardi, nel 1811, lo status di autocefalia fu abolito dalle autorità russe, sottoponendo nonostante la forte opposizione georgiana, la Chiesa alla Chiesa ortodossa russa, come esarcato. La liturgia georgiana fu soppressa e sostituita con quella russa.
Nel marzo del 1917, dopo la Rivoluzione di febbraio, i vescovi georgiani restaurarono unilateralmente l'autocefalia della Chiesa ortodossa georgiana. Questi cambiamenti non furono accettati dalla Chiesa russa, che riconobbe l'indipendenza solamente nel 1943.
Durante il periodo staliniano centinaia di monaci furono uccisi e moltissimi luoghi di culto furono chiusi.
Nel 1989 il Patriarcato di Costantinopoli riconobbe e approvò l'autocefalia della Chiesa Ortodossa Georgiana (esercitata o reclamata fin dal V secolo) così come l'onore patriarcale al Catholicos.
L'indipendenza della Repubblica di Georgia nel 1991 ridiede nuova vitalità alla Chiesa.
Nel 2002 circa l'82% della popolazione georgiana si riconosceva ortodosso georgiano, mentre le principali minoranze erano rappresentate da musulmani, ortodossi russi, armeni apostolici e cattolici. Sempre nel 2002 si contavano 35 eparchie, circa 600 chiese e 730 preti.
Attualmente nel mondo si contano circa 5 milioni di ortodossi georgiani (3 670 000 dei quali nella repubblica caucasica).
L'attuale patriarca, in carica dal 1977, è Elia II.